# Rehabilitación mediante videojuegos
La rehabilitación mediante videojuegos, también conocido como gaming rehabilitation, es un proceso donde se utiliza como metodología a videojuegos de consolas para orientar y mejorar las dificultades físicas y mentales de los pacientes a través de procesos terapéuticos. Plataformas que cuentan con control de movimiento, en particular la Nintendo Wii, el Kinect de la consola Xbox de Microsoft, el Eye Toy] (enlace roto disponible en Internet Archive; véase el historial, la primera versión y la última). de Sony y escenarios de realidad virtual han sido eficaces en este campo de investigación. Estas metodologías se han aplicado a grupos de gente de todas las edades, desde niños pequeños a personas de edad avanzada en todo el mundo y se han utilizado diferentes tipos de casos que van desde la rehabilitación del ictus, parálisis cerebral y otras alteraciones neurológicas, a las personas con tendinitis y esclerosis múltiple. Los investigadores han promovido este tipo de tecnología basada en la personalización de los sistemas de juego a los pacientes, lo que permite una mayor dedicación e interacción. Además, las videoconsolas tienen la capacidad de capturar datos en tiempo real y proporcionar información inmediata a los pacientes que utilizan los sistemas. Actualmente, varios investigadores han realizado estudios de casos para demostrar los beneficios de esta tecnología, sin embargo, las pruebas repetidas y experimentos han demostrado que los resultados se replican fácilmente entre varios grupos en todo el mundo. Además, los resultados han aumentado el interés en el área, creciendo más allá de experimentos simples y pasando a experimentos con una base de participantes más grande.

## Historia
El uso del feedback virtual se ha visto disperso durante la historia desde hace bastante tiempo. Sin embargo, aunque las críticas fueran virtuales, las actuaciones no eran totalmente virtuales hasta la década de 1990. Con la experimentación en fase inicial, no se encontraron muchos resultados positivos, provocando algunas dudas sobre los sistemas. Algunos incluso encontraron que el exceso de críticas virtuales aumentaron el bajo rendimiento fuera del entorno controlado. Los sistemas de realidad virtual y entornos virtuales se hicieron más accesibles y económicos, sin embargo, también lo hicieron la implementación de investigaciones sobre ellos. El uso de estos sistemas en el desarrollo de habilidades motoras positivas comenzó en algún lugar en la década de los 90 a medida que más investigadores se dieron cuenta el beneficio de la interna, feedback correctivo en tales ambientes. Además, al mismo tiempo, los investigadores de todo el mundo comenzaron a experimentar con el efecto de la realidad virtual en las medidas terapéuticas para trastorno de ansiedad y fobias.[cita requerida] Con resultados positivos, como un mejor control motor y menor ansiedad en relación con las fobias, procedentes de estos experimentos, los investigadores comenzaron a buscar en los sistemas de realidad virtual como una forma de rehabilitación a principios del siglo XXI, y la investigación se ha ampliado desde entonces. Ahora, consolas caseras tales como la Wii y el Kinect permiten a los investigadores utilizar sistemas más baratos y accesibles en sus laboratorios, abriendo nuevas posibilidades para juegos y opciones de rehabilitación. Los estudios de casos y el uso de los sistemas en las oficinas reales de terapia han sugerido que esta área tiene el potencial de favorecer las terapias fuera del entorno de laboratorio, así como que aumente el interés por su uso. Actualmente, varios análisis en los resultados han demostrado efectos positivos de este tipo de rehabilitación, con la obtención de apoyo para esta área.
Se han realizado varios estudios sobre el potencial de la aplicación de la realidad virtual para diferentes terapias. Una revisión sistemática de la literatura publicada en 2012 analizó 963 publicaciones sobre la realidad virtual y la rehabilitación desde 1996 a 2010. Los investigadores encontraron un número creciente de investigaciones realizadas anualmente en esa área, de menos de 10 artículos por año en 1997 a más de 40 en 2010. Más que el número de artículos analizados, esta revisión de la literatura encontró cuestiones importantes que deben abordarse en futuros estudios: i) la necesidad de considerar un mayor número de participantes en cada estudio para representar mejor las poblaciones objetivo; ii) para mejorar el uso de grupos de control; iii) para mejorar la uniformidad de las pruebas aplicadas y iv) para ejecutar más estudios de seguimiento en el campo. Estos aspectos permitirán la comparación entre los diferentes estudios y la conceptualización de los resultados de diferentes estudios. Por último, esta investigación cita la importancia de la investigación en el campo de la realidad virtual y la rehabilitación, una vez que el potencial de esta tecnología es reconocida para apoyar la rehabilitación neuronal y cognitiva de diferentes pacientes.

## Rehabilitación a través de videojuegos vs. métodos regulares
A lo largo de su desarrollo, los videojuegos en la rehabilitación se han ganado una gran cantidad de apoyo por sus diferencias en comparación con los métodos terapéuticos tradicionales. La mayor de estas diferencias es la participación de los usuarios y el disfrutar. Ha sido ampliamente demostrado que las personas se sienten más involucradas en un entorno de juego y menos contenidas en una consulta médica al interactuar en un entorno de realidad virtual. Además, aquellos que son capaces de participar en la rehabilitación mediante videojuegos también se ha demostrado que utilizan menos energía que los que participan en los métodos terapéuticos normales. Si bien esto puede no ser positivo para todos los pacientes, es beneficioso para aquellos pacientes de avanzada edad o con menos energía para gastar dependiendo del tipo de terapia. El ahorro de energía mientras participan en terapia ha demostrado ser eficaz para estos grupos de personas, ya que todavía son capaces de progresar en sus objetivos hacia la rehabilitación, sin extralimitarse a sí mismos en el proceso.[cita requerida]
La capacidad de las consolas de juegos, de existir en cualquier lugar y que pueden ser compradas por cualquiera también permite que este tipo de terapia sea bastante personalizada para el paciente. Los pacientes que utilizan la rehabilitación con juegos han demostrado tener un mayor compromiso en los esfuerzos para realizar la terapia y es más probable que continúen su tratamiento fuera de la consultoría médico que quienes se dedican a los esfuerzos terapéuticos normales. El poder llevar su tratamiento a su propia casa y con un costo relativamente bajo contribuye a estos resultados. Además, como resultado de su mayor adherencia a la terapia y la motivación para participar en ella, los pacientes que participan en la rehabilitación con juegos también han mostrado mejores resultados de sus esfuerzos.
Otro beneficio de usar juegos con fines de rehabilitación es que tienen la capacidad de ser personalizados para escenarios de la vida real cosa que los métodos de terapia tradicionales no permiten de forma tan sencilla. Cuando se les preguntó acerca de su terapia, los pacientes informaron de que no ven la relación con su día a día cuando realizan las actividades. En cambio, lo ven como una actividad que hacen simplemente en el consultorio de su médico, lejos de su vida normal. La rehabilitación basada en la realidad virtual tiene la capacidad de ser diseñada para introducir desafíos de la vida y obstáculos cotidianos que se pueden ver en el mundo real. Están adaptados a las necesidades de las personas y a la situación que se espera que se encuentren sobre una base regular. Esta consideración contribuye a la validez ecológica del método de rehabilitación.[cita requerida]
También se han visto los métodos de rehabilitación tradicionales plantean dificultades a los que participan en ellos. A veces estas dificultades impiden que entre un 30% y 66% de las personas alcancen sus metas durante su tratamiento. Cuando no se alcanzan los objetivos, se les hace participar en sesiones de terapia más largas, más sesiones de terapia, o de más profundidad y dificultad, tales como la terapia de movimiento inducido. En cada uno de estos casos, los pacientes generalmente se ven obligados a pagar más que antes y también se exponen a más trabajo de lo que habían previsto inicialmente. Se ha descubierto a través de la investigación, sin embargo, que las situaciones de uso de realidad virtual tienen probabilidades de aumentar el deseo de una persona para participar en la terapia y por lo tanto aumentar sus posibilidades de alcanzar sus objetivos, a diferencia de lo que obtuvieron malos resultados con los métodos tradicionales.[cita requerida]

## Rehabilitación física
La Universidad de Essex llevó a cabo un estudio para evaluar la eficacia de la inclusión de la consola Wii en un programa para la prevención de caídas establecido para mejorar el equilibrio, la movilidad, y educar a la recuperación después de una caída. Después de unas 7 semanas de entrenamiento anticaídas, los resultados indicaron que la Wii puede apoyar positivamente la rehabilitación estándar, aunque no se recomienda el uso del juego de forma individual. Por otro lado, los participantes encontraron la experiencia de juego con la Wii tan agradable, que incita los pacientes al entrenamiento. Sería necesario un estudio longitudinal de seguimiento para concluir si la incidencia de caídas puede reducirse a lo largo del tiempo. La extensión de este estudio, otra investigación llevada a cabo por la misma Universidad de Essex encontró que el entrenamiento con la Wii puede influir en el estado de ánimo y la autoestima. Este comportamiento se observó en las mujeres que participaron en esta última investigación mencionada para la prevención de caídas. Como se ha dicho por los investigadores, no sería apropiado generalizar, sin embargo uno de los participantes que tenían la mayor mejora en las medidas funcionales tuvo lagrandes cambios positivos en su bienestar, lo que puede indicar que el uso de la Wii como complemento en la prevención de caídas puede mejorar los resultados no sólo funcionales, sino también psicológicos.

## Rehabilitación neurológica
Se han creado varios juegos para apoyar la rehabilitación del ictus y para aliviar el aburrimiento y la frustración en la que los pacientes pueden enfrentarse con frecuentes visitas a los centros terapéuticos. La terapia de juego puede ser prescrita por médicos, fisioterapeutas o terapeutas del habla para apoyar la recuperación de los músculos dañados y el cerebro para volver a aprender a controlar los movimientos afectados. A modo de ejemplo, «Circus Challenge», creado por científicos de la Universidad de Newcastle, es un juego de Wii desarrollado específicamente para ayudar en la recuperación de los músculos de las manos y los brazos. La dificultad del juego aumenta a medida que el paciente se recupera, y su progreso puede ser medido por los terapeutas.
También para apoyar la recuperación de los músculos de las extremidades superiores, «ARMStrokes» se introdujo recientemente como una aplicación móvil para ayudar a supervivientes de un derrame cerebral a completar sus ejercicios de rehabilitación. El juego es una aplicación en tiempo real que proporciona una plataforma de comunicación para facilitar la interacción de los pacientes con sus terapeutas o médicos. Investigaciones para evaluar si esta tecnología puede repercutir positivamente en el proceso de recuperación del accidente cerebrovascular están actualmente en curso.
La parálisis cerebral también ha sido objetivo en la utilización de juegos para ayudar tanto a niños y adultos afectados por este trastorno. La investigación ha indicado que los niños con parálisis cerebral pueden beneficiarse de juegos de Wii sobre correr, montar en bicicleta, practicar snowboard y esquí para aumentar sus niveles de actividad física. Esta actividad física puede ser un reto para estos niños debido a los problemas de accesibilidad que las barreras financieras y sociales imponen, como la falta de equipo o la disponibilidad de instructores de ejercicios, e incluso problemas de transporte. Si bien existe un gran interés en el uso de juegos para la rehabilitación de niños con parálisis cerebral, es difícil comparar los resultados entre los estudios, y por lo tanto llegar a conclusiones basadas en la evidencia sobre su eficacia. Debido a que la popularidad de los videojuegos, pueden ayudar en la motivación de los niños para continuar con la terapia. Hay pruebas palpables de mejoras en habilidades de equilibrio y motoras en niños y adolescentes, pero no se recomienda como una terapia eficaz.

## Aplicaciones de teléfono móvil
Expandiéndose fuera de los sistemas de realidad virtual y sistemas de videojuegos, un segmento más reciente de la rehabilitación del videojuego se centra en los juegos que se pueden jugar en teléfonos móviles o tabletas con sus aplicaciones móviles. Si bien estos no son necesariamente una consola de videojuegos estándar, éstos están siendo vistos con mayor frecuencia como alternativas con la salida de más y más teléfonos inteligentes en el mercado. Como tal, los investigadores han comenzado a experimentar con la forma en que las aplicaciones de telefonía móvil también puedan contribuir a las medidas de rehabilitación. Aunque todavía es algo relativamente nuevo, este concepto ha demostrado ser eficaz en la rehabilitación de muñeca y de mano en múltiples ocasiones. La rehabilitación de muñeca a través de un juego basado en android, por ejemplo, reveló que los pacientes pueden tener más flexibilidad en sus sesiones de terapia al poder hacer el seguimiento de su progreso en su teléfono y haciendo los ejercicios en casa con ellos. También se vio que podían crear una sesión de terapia más personalizada a través del uso del dispositivo móvil de un paciente. El aumento del uso de los dedos después de un accidente cerebrovascular es otra área para la que esta metodología ha demostrado ser eficaz. En este caso, la aplicación móvil, Fruit Ninja, se utilizó para medir el uso de los dedos del paciente y el control de sus manos al realizar movimientos finos como cortar una fruta en el juego. Los resultados positivos sugieren que una la interacción del paciente con el juego podría determinar y complementar otros métodos de terapia.

## Resultados

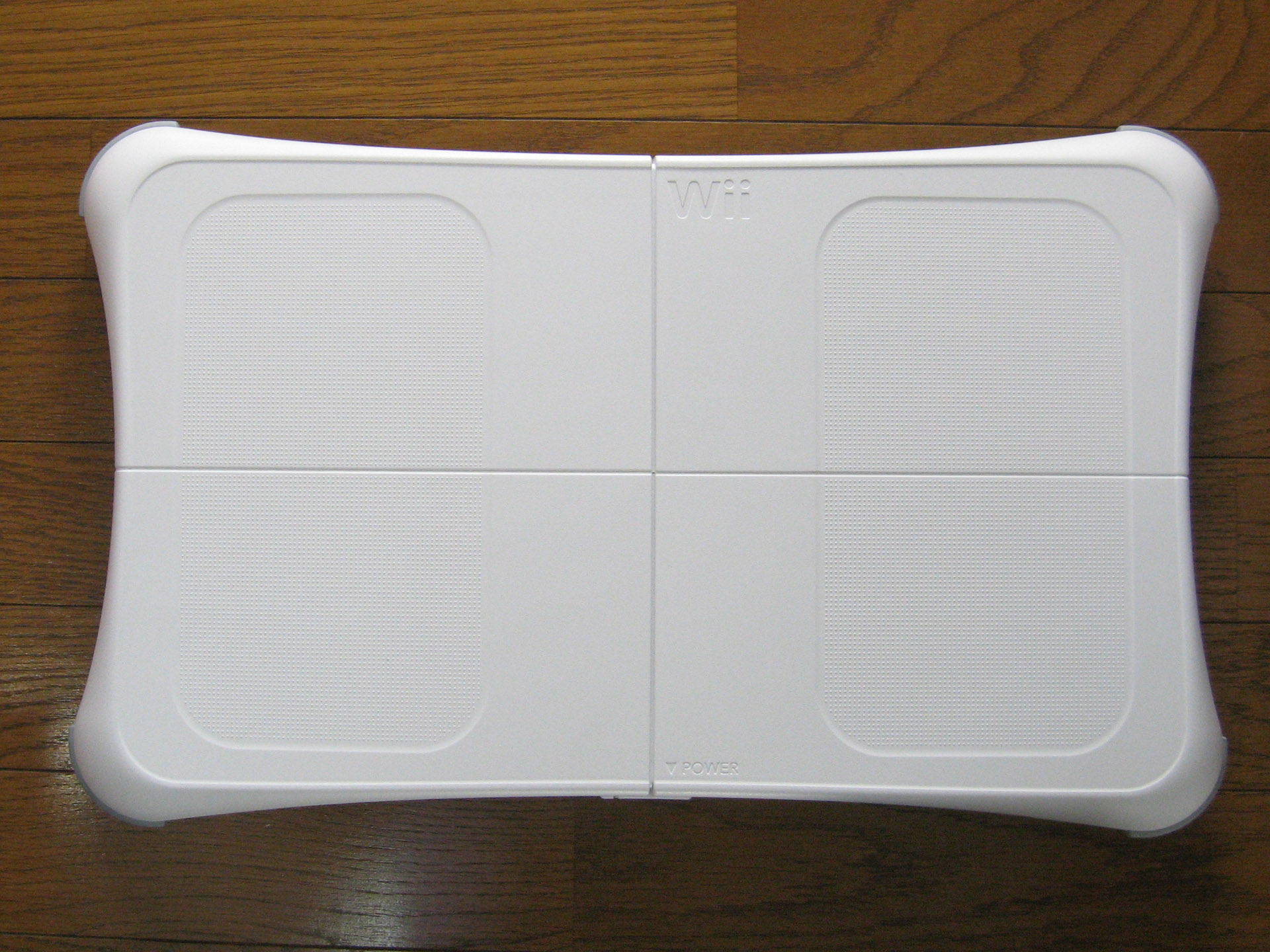
El Wii Balance Board, el cual viene incluido con Wii Fit, mide tanto el peso como el centro equilibrio de una persona.

Los resultados de Timed Up and Go (TUG) han mejorado después de haber participado en la rehabilitación mediante videojuegos. Varios estudios han producido resultados que sugieren que los juegos de Wii son capaces de aumentar de manera efectiva las puntuaciones de los pacientes después de un cierto periodo de rehabilitación con ellos. Los pacientes en recuperación del accidente cerebrovascular y los pacientes con una daño cerebral adquirido son dos ejemplos de este proceso. Ambas clases de pacientes han mostrado pequeños mejores resultados al utilizar el juego de Wii o la tabla de equilibrio Wii que al participar en las metodologías terapéuticas regulares. Siguiendo más allá de estas clases, los estudios están demostrando continuamente que estos resultados se pueden aumentar en una variedad de pacientes con una variedad de discapacidades físicas y de una variedad de contextos.[cita requerida]
El equilibrio y el gasto de energía son otras grandes mejoras observadas entre los pacientes de los métodos de rehabilitación mediante juegos. Métodos como el uso de la Wii Fit bordo y Wii Sports han demostrado ser eficaces para incrementar estos números entre una variedad de pacientes. pacientes con parálisis cerebral y ancianos han sido el foco de estas pruebas, ya que ambos tienen la capacidad de mejorar en estas categorías de sus vidas. En concreto, los ancianos han mostrado falta de equilibrio y movilidad debido a las condiciones de su edad, lo que resulta en la necesidad de intervención de rehabilitación y pacientes con parálisis cerebral exhiben una combinación de una mala postura y la falta de equilibrio que dan lugar a una necesidad de la terapia. Ambos, después de un período de participación en una variedad de juegos basados en la Wii, han mostrado una mejora comparable a, o mejor que, lo que exponen durante metodologías regulares, obteniendo apoyo para estos sistemas.
Por último, la rehabilitación de la habilidad motora ha sido propuesta como otra forma posible en la que los juegos pueden ser utilizados con fines de rehabilitación. Los pacientes con ictus que sufren dificultades motoras de las extremidades superiores han sido el foco principal de este estudio y, en este caso, han experimentado diferentes tipos de entornos de juego. Los resultado han mostrado que las puntuaciones de Fugl-Meyer de la UE y de medida de la independencia funcional han aumentado después de un período de participación en rehabilitación virtual, lo que sugiere que su disfunción disminuye y su grado de independencia aumenta debido a la intervención. Además, el resultado ha mostrado una mejora en las habilidades motoras en un nivel superior, con varios investigadores que ven mejoras positivas en sus pacientes con problemas cerebrovasculares como resultado de los métodos de rehabilitación virtuales. En este nivel superior, los investigadores han comprobado una mejor capacidad de caminar, o la deambulación, y un mejor y completo uso de las habilidades motoras después de la intervención. Otra clase de pacientes que han sido estudiados con menos frecuencia en esta categoría de la rehabilitación son pacientes con parálisis cerebral. La capacidad de caminar ciertas distancias sin el uso de un dispositivo de ayuda fue el método de medida para esta categoría. Después de un período de trabajo con un sistema basado en la Wii, se ha demostrado que un paciente que tuvo problemas para caminar grandes distancias antes, fue capaz de caminar una distancia notablemente más larga. Esto sugiere una mejora en las habilidades motoras más grandes, mientras que los pacientes con accidente cerebrovascular demostraron una mejora en las habilidades motoras finas, centrado estrictamente en el uso de las extremidades superiores durante la rehabilitación mediante videojuegos.[cita requerida]

### Resultados negativos
Si por un lado la rehabilitación a mediante videojuegos puede ser beneficiosa ya que puede mejorar la motivación para la rehabilitación y reducir la distracción de la rutina de un tratamiento médico tedioso, se han reportado lesiones surgidas por excederse en el tiempo de juego, como la tendinitis, la dislocación de la rótula o heridas en la mano. Aunque estas lesiones pueden ser ocasionales o raras, sería necesario un estudio a gran escala para investigar la ocurrencia de estos daños a los que se enfrentan los millones de usuarios de videojuegos en todo el mundo.
También se ha sugerido que el uso de los sistemas de juego para la rehabilitación en el hogar puede promover una falta de comunicación entre el terapeuta y el paciente. En estos casos, es difícil de seguir el progreso del paciente adecuadamente, y los efectos de la terapia son desconocidos. También es posible en los escenarios en que la falta de seguimiento aumente el tiempo dedicado a la tarea, ya que el terapeuta no ve correctamente en qué nivel se encuentra actualmente el paciente.
Además, los efectos comunes de los entornos de realidad virtual, como mareos, náuseas y desorientación, también se han dado en el caso de la rehabilitación a través de estas metodologías. A medida que estos escenarios funcionan igual que otros escenarios de realidad virtual, no están exentos de los resultados negativos que se pueden ver en todos los ámbitos de este tipo de sistemas, y los pacientes han demostrado que esto es evidente. Los sistemas de realidad virtual también han demostrado ser difíciles de mantener y desinfectar después de su uso, lo que ha hecho que algunos se aparten de su uso y se adhieran a las metodologías habituales en su lugar.
Por último, se quiere promover la tecnología de videojuegos para promover la actividad física en pacientes clínicas con esclerosis múltiple, aunque no hay consenso sobre el entrenamiento de duración, intensidad o los resultados que se utilizan para evaluar la eficacia clínica, lo que sugiere que el ensayo controlado aleatoriamente debe llevarse a cabo comparando la tecnología de los videojuegos con el ejercicio tradicional para estos pacientes. De la misma manera, se puede decir lo mismo con los resultados en el campo de la rehabilitación de videojuegos en pacientes de edad avanzada. Si bien hay consenso de ser construido, todavía hay algunos resultados que parecen insignificantes y sus hallazgos no son concluyentes.[24] No hay muchos datos disponibles acerca de los resultados adversos, tales como caídas al usar videojuegos como parte de la rehabilitación.